# Psychic Chasms
Psychic Chasms è il primo album discografico del gruppo musicale statunitense Neon Indian, pubblicato nel 2009.

## Tracce
1. (AM) – 0:25
2. Deadbeat Summer – 4:03
3. Laughing Gas – 1:43
4. Terminally Chill – 3:34
5. (If I Knew, I'd Tell You) – 0:48
6. 6669 (I Don't Know If You Know) – 3:21
7. Should Have Taken Acid with You – 2:21
8. Mind, Drips – 3:09
9. Psychic Chasms – 4:06
10. Local Joke – 3:27
11. Ephemeral Artery – 2:52
12. 7000 (Reprise) – 0:57